# Androsace
Androsace este un gen de plante din familia Primulaceae. Cu cca. 110 de specii este a doua ca mărime din această familie după genul Primula (care are cca. 400 de specii de plante). Este o specie preponderant montană, crește în munții din Asia Centrală, Caucaz și Europa Centrală, mai ales în Alpi și Pirinei.
Specia include:
- Androsace adfinis
- Androsace adenocephala
- Androsace aizoon
- Androsace alaschanica
- Androsace albana
- Androsace alpina
- Androsace axillaris
- Androsace baltistanica
- Androsace brachystegia
- Androsace brevis
- Androsace cantabrica
- Androsace carnea
- Androsace chamaejasme - Primulița
- Androsace chaixii
- Androsace ciliata
- Androsace cylindrica
- Androsace elatior
- Androsace elongata
- Androsace erecta
- Androsace filiformis
- Androsace gagnepaianna
- Androsace halleri
- Androsace hausmannii
- Androsace hedraeantha
- Androsace henryi
- Androsace helvetica
- Androsace komovensis
- Androsace koso-poljanski
- Androsace lactea - Laptele stâncii
- Androsace laggeri
- Androsace lehmanniana
- Androsace mairei
- Androsace mariae
- Androsace mathildae
- Androsace maxima
- Androsace minor
- Androsace obtusifolia
- Androsace occidentalis
- Androsace paxiana
- Androsace pubescens
- Androsace pyrenaica
- Androsace raddeana
- Androsace rigida
- Androsace rioxana
- Androsace sarmentosa
- Androsace septentrionalis
- Androsace sempervivoides
- Androsace stenophylla
- Androsace spinulifera
- Androsace squarosulla
- Androsace tapete
- Androsace tanggulashanensis
- Androsace triflora
- Androsace umbellata
- Androsace vandellii
- Androsace villosa - Lăptișor
- Androsace vitaliana
- Androsace wardii
- Androsace yargongensis
- Androsace zambalensis
- și altele